# 17889 Liechty
17889 Liechty (1999 DH3) là một tiểu hành tinh vành đai chính được phát hiện ngày 20 tháng 2 năm 1999 bởi nhóm nghiên cứu tiểu hành tinh gần Trái Đất phòng thí nghiệm Lincoln ở Socorro. In 2003, it was đặt tên theo Anthony David Liechty, a prize winner in the 2003 Intel International Science và Engineering Fair. † Lưu trữ ngày 9 tháng 8 năm 2007 tại Wayback Machine